# نيتس غراديشار
نيتس غراديشار (بالسلوفينية: Nejc Gradišar ؛ مواليد 6 أغسطس 2002) هو لاعب كرة قدم سلوفينيي يلعب في مركز المهاجم الصريح في الأهلي.

## المسيرة الكروية
في نادي برافو، نشأ نيتس غراديشار وظهر في فريقه الأول للمرة الأولى في الدو السلوفيني عام 2021، ولكن لم يكن يبدو أنه سيحظى بأدنى فرصة معه، وبالفعل لم يلعب بقميصه سوى مباراة واحدة، أو بالأحرى 60 دقيقة.
في ذلك الوقت التقى غراديشار البالغ من العمر 19 عاما، بزميل مخضرم عمره في تلك اللحظة ضعف عمره، يكبره بـ 19 عاما آخرين، هو لوكا زينكو نجم برافو.
وبالفعل، عمل غراديشار بالنصيحة وخرج معارا إلى بريسي لـ 4 أشهر لعب فيها 15 مباراة، ثم إلى روجاشكا الذي قضى معه 4 أشهر آخرين، وكانت مدة أكثر من كافية لإقناع روجاشكا بأن هذا اللاعب هو أمله في مستقبل أفضل، وإقناع اللاعب بأن هذا النادي هو ملاذه الأمثل.
| نيتس غراديشار | لوكا زينكو نصحني واستمعت له لم أندم على ذلك. لم أحصل على الفرصة في برافو ولذلك غادرت بحثا عن الدقائق والخبرة. كنت أبحث عن فريق يهاجم أكثر مما يدافع، ولذلك اخترت روجاشكا. | نيتس غراديشار |

وبالفعل في صيف 2022، في نفس صيف اعتزال لوكا زينكو، أتم غراديشار انتقاله النهائي إلى روجاشكا، وفي نفس الموسم، صار هداف فريقه ورابع هدافي الدرجة الثانية، وقاده لحصد اللقب والصعود إلى الدوري السلوفيني للمرة الأولى بعد 30 عاما على هبوطه.
| نيتس غراديشار | الدرجة الأولى هي خطوتي التالية وأعتقد أني جاهز. أريد اللعب وإثبات نفسي وسنرى ما سيحدث. إن كنت تلعب يمكنك أن تحظى بالثقة، وبدون اللعب يصبح ذلك صعبًا. | نيتس غراديشار |

كلمات بسيطة بل وبديهية للغاية، ولكنها في حد ذاتها تفسر لنا كيف يفكر اللاعب الشاب، وكذلك كيف يفكر وكيله ديان كيفيرت.
كنتيجة طبيعية لهذا الموسم الرائع، بدأت العروض تتوالى لاستقطاب جوهرة الدرجة الثانية الصاعدة من أندية الدرجة الأولى، ولكن كيفيرت أغلق الباب مسبقًا في مارس 2023، قبل أن ينتهي الموسم حتى
| نيتس غراديشار | قررنا أن نيتس يجب أن يبقى في روجاشكا حيث يشعر أنه أفضل ولديه كل الظروف المناسبة للتطور. أداؤه في النصف الأول من الموسم يؤكد ذلك. هذه هي البيئة الأمثل له. | نيتس غراديشار |

20 يناير 2024.. سار النصف الأول من موسم جراديشار الأول في الدرجة الأولى بشكل رائع، ففي هذا التاريخ خاض مباراته الدولية الأولى أيضا مع منتخب سلوفينيا،و هي ليلة لا تُنسى.
في هذه الليلة سجل غراديشار هدف فوز تاريخي لسلوفينيا، صحيح أنها مباراة ودية، ولكنه كان الفوز الأول أمام الولايات المتحدة في 3 مواجهات، بعد التعادل 2-2 في كأس العالم 2010، والخسارة 3-2 وديا في 2011.
ماتياج كيك مدرب منتخب سلوفينيا الذي منحه الفرصة كان سعيدا بما قدمه على أرض الملعب، صحيح أنه اعتبره في النهاية أصغر من أن يضمه لقائمة يورو 2024، ولكنه مدح قدراته الهجومية، عكس ما فعله مع قدراته الغنائية.. والسبب كان نشازه الواضح حين اضطر لغناء النشيد الوطني قبل بداية المباراة.
هذا الحدث كان كبيرا للغاية في روجاشكا، لدرجة أنه أصدر بيانا مفرطا في كل صيغ المبالغة، ليس لأن لاعبه لعب وسجل دوليا، بل لمجرد استدعائه.
غراديشار غادر مع المنتخب شابا يافعا لا يعرف إن كان سيلعب أم لا، ثم عاد بطلا متوجا في بلاده، لأيام قليلة، بل ربما لساعات، فقد كان التباين فجا بين سعادته مع منتخب سلوفينيا، وواقعه المؤسف في سلوفينيا نفسها.
صحيح أنه كان ثاني هدافي الدوري في هذه اللحظة، ولكن روجاشكا كان الأخير بفارق 6 نقاط عن أقرب من يسبقونه، الوضع كان في غاية الصعوبة،الموقف المأزوم في جدول الترتيب لم يكن مشكلة النادي الوحيدة بالمناسبة، فهناك هذا الداء المزمن.
نينو إيفاي المدير الرياضي لنادي روجاشكا وجد نفسه منشغلا للغاية في الأيام الأخيرة من سوق الشتاء، بعد أن كشف غراديشار عن نفسه أمام هؤلاء الذين لا يتابعون الدوري السلوفيني، فحاول رفع المزاد وقال صراحة إن النادي سيكون سعيدا بعرض يصل إلى مليون يورو.
| نيتس غراديشار | لدينا طموح بالبقاء في الدوري، ولكننا مستعدين لبيعه إن أتانا العرض المناسب. مليون يورو رقم أكبر بمسافة من ميزانيتنا السنوية. هدفنا هو البقاء ولكن يجب أن نتصرف بمسؤولية تجاه ميزانية النادي، إن أتى عرض يسمح للنادي بفعل الكثير في العامين المقبلين مثلا، فلن يمكننا رفضه. | نيتس غراديشار |

انتقل في النهاية، إلى فيهيرفار المجري، ووفقا لترانسفير ماركت كانت قيمة الصفقة 400 ألف يورو، ولكن بالنظر لقيمة روجاشكا السوقية المقدرة آنذاك بـ 143 ألف يورو.
في فيهيرفار تذوق معه طعم المنافسات الأوروبية بخوض تصفيات دوري المؤتمر الأوروبي، ورحل وهم في المركز السابع بمنأى عن منطقة الهبوط التي عاناها مع روجاشكا، بعد عام سجل فيه 9 أهداف وصنع 4 في 36 مباراة.
في 24 يناير 2025 أعلن الأهلي عن طريق الأعلامي أحمد شوبير عبر قناة الأهلي عن ضم جراديشار لمدة أربع مواسم ونصف مقابل مليون يورو قادماً من فيهيرفار المجري.

## المسيرة الدولية
ظهر غراديشار لأول مرة مع المنتخب السلوفيني في 20 يناير 2024 في مباراة ودية ضد الولايات المتحدة، حيث سجل الهدف الوحيد في المباراة في فوز سلوفينيا 1-0.

## روابط خارجية
- نيتس جراديشار على موقع اتحاد المجر (الهنغارية)
- نيتس جراديشار على موقع قاعدة بيانات كرة القدم.إي يو (الإنجليزية)
- نيتس جراديشار على موقع ناشيونال فوتبول تيمز (الإنجليزية)
- نيتس جراديشار على موقع Soccerway.com (الإنجليزية)
- نيتس جراديشار على موقع عالم كرة القدم.نت (الإنجليزية)